# محمد بن طلحه شافعی
کمال‌الدین ابوسالم محمد بن طلحه بن محمد قرشی عدوی نصیبی شافعی معروف به ابن طلحه شافعی (۵۸۲ – ۶۵۲ هجری) عالم دینی سنی شافعی بود. کتاب مطالب السؤول فی مناقب آل الرسول در شرح حال امامان اهل بیت از آثار اوست. او مفتی و خطیب دمشق بود.

## زندگی‌نامه
او در یکی از روستاهای نصیبین از شهرهای شمال عراق متولد شد و برای شنیدن حدیث به نیشابور سفر کرد؛ بعدها در حلب و دمشق به بیان حدیث پرداخت. در فقه و اصول سرآمد بود و به علوم غریبه، دانش جفر و علم حروف تسلط داشت. شرح حال نویسان، به زندگی زاهدانه وی اشاره کرده و نوشته‌اند با اینکه در دمشق به وزارت رسید، پس از دو روز آن منصب را ترک کرد و زاهدانه به زندگی خویش ادامه داد. او مذهب شافعی داشت. دانشمندان اهل سنت از وی به نیکی یاد کرده‌اند.

## آثار
- مطالب السؤول فی مناقب آل الرسول
- الدّر المنظّم فی السّر الاعظم[۲][۳]